# Luigi Siciliani
Luigi Siciliani (Cirò, 15 febbraio 1881 – Roma, 24 maggio 1925) è stato uno scrittore, politico e giornalista italiano.

## Biografia
Luigi Siciliani nacque a Cirò da nobile famiglia il 15 febbraio 1881. Dopo avere studiato nel liceo di Catanzaro si trasferì al Collegio Nazareno di Roma dove, ancora giovanissimo, iniziò la sua brillante attività letteraria. Conseguì la laurea in giurisprudenza e quella in lettere.
Si unì in matrimonio con Ermelinda D’Angelo e nel 1907 si trasferì a Milano dove fondò, con Gualtiero Castellani, Enrico Corradini, Scipio Sighele, Luigi Federzoni ed altri, l'Associazione Nazionalista Italiana ed il settimanale interventista Il Tricolore, grazie al quale esercitò un'attiva propaganda patriottica.
Accorse volontario allo scoppio della prima guerra mondiale, visse in trincea, partecipò alla battaglia che fu detta di Santa Gorizia e dopo avere raggiunto il grado di capitano di fanteria fu chiamato al Comando supremo e destinato alla propaganda.
A lui fu attribuito il Bollettino della Vittoria del 4 novembre 1918 firmato da Armando Diaz (bollettino il cui testo è, invece, opera del fratello generale Domenico Siciliani). A guerra finita proseguì l'attività politica nell'Associazione Nazionalista Italiana (che poi si fuse col Partito Nazionale Fascista), partecipò con Gabriele D'Annunzio, al quale era legato da fraterna amicizia, alla leggendaria impresa di Fiume e nel 1919 fu eletto Deputato a Catanzaro in una lista di reduci e combattenti.
Alla Camera dei deputati fece parte del gruppo di Rinnovamento e fu uno dei 15 deputati che votò contro il Trattato di Rapallo. Confermato nella legislatura successiva fece parte del Gruppo Nazionalista del quale fu anche vice presidente. Nel 1922-23 fu Sottosegretario alla Pubblica Istruzione e Belle Arti nel governo Facta II e mantenne tale incarico anche nel governo Mussolini.
È sepolto nel cimitero di Cirò e nel maggio del 2013 i suoi resti sono stati spostati un ossario.
A lui è intitolato il Liceo Scientifico Statale "Luigi Siciliani" di Catanzaro. Si legge nell'annuario dello stesso anno, a proposito di tale intitolazione:
A queste linee guida ha continuato a richiamarsi il liceo Siciliani, nella volontà di coniugare la specificità dell'indirizzo scientifico-matematico con l'insostituibile patrimonio storico-umanistico e con la realtà del territorio, per il conseguimento di una compiuta formazione culturale ed un'autentica coscienza civile.

## Opere
Notevole fu l'apporto del Siciliani alla vita letteraria italiana. Nell'ambito della produzione lirica non oltrepassò i limiti dell'alessandrinismo, che rielaborò nei toni d'una personale malinconia
Nel 1906 pubblicò due volumi di versi Sogni pagani e Rime della lontananza. Nel 1907 il primo volume di traduzioni, una raccolta di brevi poesie volte in italiano dal greco e dal latino, dal tedesco, dal portoghese.
Nel 1908 Arida nutrice, raccolta di poesie intime sulla Calabria, nel 1909 Poesie per ridere, nel 1911 L'amore oltre la morte, nel 1920 Per consolare l'anima mia, nel 1923 L'altare del Fauno.
Siciliani si occupò anche della letteratura straniera specie con traduzioni metriche da poeti inglesi moderni (1924).
La sua attività si estese anche al romanzo (Giovanni Francica del 1910) ed a saggi di vario argomento (Studi e saggi del 1913, Confessione e battaglie del 1918, i Volti del nemico sempre del 1918).
Da studioso di lettere classiche si impegno nelle traduzioni, fra l'altro, degli Erotici (1922) e dell'Antologia greca.
Nel 1977, l'editore Einaudi ha ristampato Poeti erotici dell'antologia palatina con una introduzione di Glauco Viazzi.
Fu molto apprezzato anche come giornalista e come conferenziere. Una preziosa miniera è costituita dalla sua corrispondenza con i letterati più eminenti del suo tempo: Gabriele D'Annunzio, Giovanni Pascoli, Guido Gozzano, Miguel de Unamuno, Federico De Roberto, Filippo Tommaso Marinetti, Marino Moretti, Massimo Bontempelli, Giuseppe Antonio Borgese, Salvatore Di Giacomo, Ada Negri, Emilio Cecchi, Umberto Boccioni, Adolfo De Bosis, Angiolo Silvio Novaro e molti altri.
Le Lettere di Giovanni Pascoli a Luigi Siciliani (68 lettere) sono state pubblicate nel 1979 a cura di Enrico Ghidetti (Sansoni).

## Giovanni Francica(1910)
Il suo unico romanzo, in cui emersero singolari doti narrative, è una storia a sfondo autobiografico e in stile verista, in cui risulta in primo piano il ritratto del protagonista, un dilettante di sensazioni, una sorta di Andrea Sperelli o Giorgio Aurispa ma di estrazione provinciale, che si salva dalle degenerazioni dell'estetismo e della lussuria con l'azione politica e soprattutto con la fedeltà alla sua terra e alla sua gente. Nel romanzo viene inoltre fatto riferimento ad una relazione omosessuale che l'autore ebbe con lo scrittore olandese Louis Couperus, rappresentato con lo pseudonimo femminile di Leonora Cuppetti.